# Regine Heitzer
Regine Heitzer (* 16. Februar 1944 in Wien) ist eine ehemalige österreichische Eiskunstläuferin, die im Einzellauf startete. Sie ist die Europameisterin von 1965 und 1966.

## Leben
Heitzer knüpfte an die Erfolge ihrer Landsfrauen Hanna Eigel, Ingrid Wendl und Hanna Walter aus den 1950er Jahren an. Sie wurde von 1960 bis 1966 österreichische Meisterin im Eiskunstlauf der Damen. Im Zeitraum von 1958 bis 1966 nahm sie an allen neun Europameisterschaften teil, wobei sie von 1960 bis 1966 siebenmal in Folge auf dem Podium landete. 1960, 1961, 1962 und 1964 wurde sie Vize-Europameisterin hinter der dominierenden Niederländerin Sjoukje Dijkstra. 1963 gewann sie Bronze hinter Dijkstra und der Französin Nicole Hassler und 1965 und 1966 (in Pressburg) wurde Heitzer schließlich Europameisterin.
Mit Ausnahme von 1961 nahm Heitzer von 1958 bis 1965 an allen Weltmeisterschaften teil. Von 1962 bis 1965 erreichte sie dabei viermal in Folge das Podium, ohne jedoch den Sprung nach ganz oben zu schaffen. Bei der Weltmeisterschaft 1962 gewann Heitzer Bronze hinter Sjoukje Dijkstra und der Kanadierin Wendy Griner. 1963 und 1964 wurde sie Vize-Weltmeisterin hinter der Niederländerin und 1965 hinter der in den Niederlanden geborenen Kanadierin Petra Burka.
Heitzer repräsentierte Österreich bei zwei Olympischen Spielen; 1960 in Squaw Valley belegte sie den siebten Platz und 1964 im heimischen Innsbruck gewann sie die Silbermedaille hinter Sjoukje Dijkstra. Sie konnte die Niederländerin nie besiegen, war aber Anfang der sechziger Jahre die zweitbeste Eiskunstläuferin der Welt und eine fleißige Sammlerin von Medaillen. Insgesamt gewann sie zwölf Medaillen bei Olympischen Spielen, Weltmeisterschaften und Europameisterschaften.
Nach dem Ende ihrer Amateurkarriere (ihr Rücktritt am 12. Februar 1966, noch vor den Weltmeisterschaften in Davos, kam überraschend) wechselte sie zu den Profis, trat Ende Juni 1966 in Berlin in einem Schaulaufen auf und lief von 1967 bis 1971 bei der Wiener Eisrevue und Holiday On Ice, bis in Prag ein Taubheitsgefühl im Fuß das Eiskunstlaufen für sie unmöglich machte. Daraufhin begann sie im Geschäft ihres Vaters zu arbeiten, einem Großhandel für Polstermöbel, in den sie ihr Einkommen aus ihrer Profikarriere investierte.

## Ergebnisse
| Wettbewerb / Jahr               | 1958 | 1959 | 1960 | 1961 | 1962 | 1963 | 1964 | 1965 | 1966 |
| ------------------------------- | ---- | ---- | ---- | ---- | ---- | ---- | ---- | ---- | ---- |
| Olympische Winterspiele         |      |      | 7.   |      |      |      | 2.   |      |      |
| Weltmeisterschaften             | 12.  | 7.   | 4.   |      | 3.   | 2.   | 2.   | 2.   |      |
| Europameisterschaften           | 8.   | 5.   | 2.   | 2.   | 2.   | 3.   | 2.   | 1.   | 1.   |
| Österreichische Meisterschaften |      |      | 1.   | 1.   | 1.   | 1.   | 1.   | 1.   | 1.   |

## Auszeichnungen
- 1996: Silbernes Ehrenzeichen für Verdienste um die Republik Österreich[3]